# Franco Ressel
Franco Ressel, pseudonimo di Domenico Orabona (Napoli, 8 febbraio 1925 – Roma, 14 gennaio 1985), è stato un attore italiano.

## Biografia
A partire dal 1959 ha recitato in oltre cento film, interpretando perlopiù personaggi di contorno, generalmente in parti di soggetti antipatici e negativi, oppure in ruoli autoritari che valorizzavano il suo portamento elegante, attraversando sia il genere del momento, dal western al poliziesco alla classica commedia.
L'ultima apparizione è stata nella parte di un notaio nel film A tu per tu del 1984: Ressel è morto il 14 gennaio 1985, due mesi dopo l'uscita della pellicola nelle sale.

## Filmografia parziale

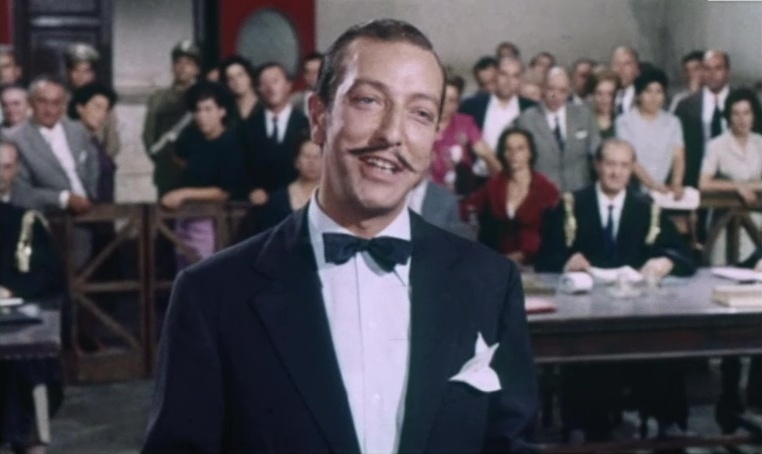
Ressel nel film I 4 monaci (1962)

### Cinema
- La cento chilometri, regia di Giulio Petroni (1959)
- Il mantenuto, regia di Ugo Tognazzi (1961)
- L'assassino, regia di Elio Petri (1961)
- Le meraviglie di Aladino, regia di Henry Levin e Mario Bava (1961)
- Maciste alla corte del Gran Khan, regia di Riccardo Freda (1961)
- Il tiranno di Siracusa, regia di Alberto Cardone e Curtis Bernhardt (1962)
- Totò diabolicus, regia di Steno (1962)
- I 4 monaci, regia di Carlo Ludovico Bragaglia (1962)
- I quattro moschettieri, regia di Carlo Ludovico Bragaglia (1963)
- Il monaco di Monza, regia di Bruno Corbucci (1963)
- D'Artagnan contro i 3 moschettieri, regia di Fulvio Tului (1963)
- Scandali... nudi, regia di Enzo Di Gianni (1963)
- Totò e Cleopatra, regia di Fernando Cerchio (1963)
- Totò contro il pirata nero, regia di Fernando Cerchio (1964)
- Che fine ha fatto Totò Baby?, regia di Ottavio Alessi (1964)
- Via Veneto, regia di Giuseppe Lipartiti (1964)
- Sei donne per l'assassino, regia di Mario Bava (1964)
- Agente 077 dall'Oriente con furore, regia di Sergio Grieco (1965)
- Agente S03 operazione Atlantide, regia di Domenico Paolella (1965)
- Due marines e un generale, regia di Luigi Scattini (1965)
- All'ombra di una colt, regia di Giovanni Grimaldi (1965)
- Il pianeta errante, regia di Antonio Margheriti (1966)
- El Rojo, regia di Leopoldo Savona (1966)
- Per il gusto di uccidere, regia di Tonino Valerii (1966)
- Password: Uccidete agente Gordon, regia di Sergio Grieco (1966)
- L'uomo dal pugno d'oro (El hombre del puño de oro), regia di Jaime Jesús Balcázar (1966)
- Rififí ad Amsterdam, regia di Sergio Grieco (1966)
- Tecnica per un massacro, regia di Roberto Bianchi Montero (1967)
- Tom Dollar, regia di Marcello Ciorciolini (1967)
- Delitto a Posillipo, regia di Renato Parravicini (1967)
- Assalto al tesoro di stato, regia di Piero Pierotti (1967)
- L'uomo, l'orgoglio, la vendetta, regia di Luigi Bazzoni (1967)
- Il figlio di Aquila Nera, regia di Guido Malatesta (1968)
- T'ammazzo!... Raccomandati a Dio, regia di Osvaldo Civirani (1968)
- Il mercenario, regia di Sergio Corbucci (1968)
- Gangsters '70, regia Mino Guerrini (1968)
- Un corpo caldo per l'inferno, regia di Franco Montemurro (1968)
- Tutto sul rosso, regia di Aldo Florio (1968)
- Ehi amico... c'è Sabata. Hai chiuso!, regia di Gianfranco Parolini (1969)
- I peccati di Madame Bovary (Die Nachte Bovary), regia di Hans Schott-Schöbinger (1969)
- Zorro alla corte d'Inghilterra, regia di Franco Montemurro (1969)
- Rangers attacco ora X, regia di Roberto Bianchi Montero (1970)
- Formula 1 - Nell'inferno del Grand Prix, regia di Guido Malatesta (1970)
- Sartana nella valle degli avvoltoi, regia di Roberto Mauri (1970)
- Buon funerale amigos!... paga Sartana, regia di Giuliano Carnimeo (1970)
- La Califfa, regia di Alberto Bevilacqua (1970)
- Il sergente Klems, regia di Sergio Grieco (1971)
- Gli fumavano le Colt... lo chiamavano Camposanto, regia di Giuliano Carnimeo (1971)
- Unico indizio: una sciarpa gialla (La Maison sous les arbres), regia di René Clément (1971)
- Monsieur Hulot nel caos del traffico (Trafic), regia di Jacques Tati (1971)
- ...continuavano a chiamarlo Trinità, regia di E.B. Clucher (1971)
- Il diavolo a sette facce, regia di Osvaldo Civirani (1971)
- L'occhio nel labirinto, regia di Mario Caiano (1972)
- Ragazza tutta nuda assassinata nel parco, regia di Alfonso Brescia (1972)
- I due figli dei Trinità, regia di Osvaldo Civirani (1972)
- L'isola del tesoro, regia di Andrea Bianchi (1972)
- Kid il monello del West, regia di Tony Good (1973)
- A.A.A. Massaggiatrice bella presenza offresi..., regia di Demofilo Fidani (1973)
- Una vita lunga un giorno, regia di Ferdinando Baldi (1973)
- Un amore così fragile così violento, regia di Leros Pittoni (1973)
- La vedova inconsolabile ringrazia quanti la consolarono, regia di Mariano Laurenti (1973)
- La ragazza fuoristrada, regia di Luigi Scattini (1973)
- Il testimone deve tacere, regia di Giuseppe Rosati (1974)
- Le scomunicate di San Valentino, regia di Sergio Grieco (1974)
- ...a tutte le auto della polizia..., regia di Mario Caiano (1975)
- Frittata all'italiana, regia di Alfonso Brescia (1976)
- Paura in città, regia di Giuseppe Rosati (1976)
- Gli amici di Nick Hezard, regia di Fernando Di Leo (1976)
- California, regia di Michele Lupo (1977)
- La malavita attacca... la polizia risponde!, regia di Mario Caiano (1977)
- Scherzi da prete, regia di Pier Francesco Pingitore (1978)
- Indagine su un delitto perfetto, regia di Giuseppe Rosati (1978)
- Le rose di Danzica, serie televisiva diretta da Alberto Bevilacqua (1979)
- Sette uomini d'oro nello spazio, regia di Alfonso Brescia (1979)
- Il conte Tacchia, regia di Sergio Corbucci (1982)
- La Nouvelle Malle des Indes, regia di Christian-Jaque (1982)
- L'Homme de Suez, regia di Christian-Jaque (1983)
- E la nave va, regia di Federico Fellini (1983)
- A tu per tu, regia di Sergio Corbucci (1984)

### Televisione
- Spia - Il caso Philby, regia di Gian Pietro Calasso – miniserie TV (1977)
- I giochi del diavolo, episodio La presenza perfetta – miniserie TV (1981)
- La Certosa di Parma – miniserie TV, 4 episodi (1982)